# TRAPPIST-1d
TRAPIST-1d, também conhecido como 2MASS J23062928-0502285, é um pequeno exoplaneta (cerca de 40% da massa da Terra), que orbita a borda interior da zona habitável da estrela anã ultrafria TRAPPIST-1, localizada a 40,7 a.l. (1,25×1033 pc) anos-luz da Terra na constelação Aquarius. O exoplaneta foi detectado utilizando o método de fotometria de trânsito, no qual o efeito de escurecimento que um planeta causa ao passar em frente a sua estrela é medido. Os primeiros sinais do planeta foram anunciados em 2016, mas não foi até o ano seguinte que mais informações sobre a natureza do planeta foram obtidas. TRAPPIST-1d é o segundo planeta menos massivo de seu sistema e provavelmente tem uma atmosfera compacta pobre em hidrogênio, similar a Vênus, a Terra ou a Marte. Ele recebe apenas 4,3% mais luz solar que a Terra, colocando-o no interior da zona habitável ele tem em torno de <5% da sua massa em uma camada volátil, que poderia consistir uma atmosfera, oceanos, e/ou camadas de gelo. Um estudo de 2018 realizado pela Universidade de Washington concluiu que TRAPPIST-1d talvez seja um planeta parecido com Vênus, um exoplaneta com uma atmosfera inabitável. O planeta é possivelmente um eyeball planet.

## Raio, massa e temperatura
Como TRAPPIST foi detectado utilizando o método de fotometria de trânsito, cientistas conseguiram facilmente determinar o seu raio. O planeta tem um raio de 0,788 Raio terrestre com uma pequena margem de erro de 70 km. Variações no tempo de trânsito e simulações complexas de computador ajudaram a determinar a massa do planeta, o que levou a possibilidade dos cientistas calcularem a sua densidade, gravidade na superfície e composição. TRAPPIST-1d tem apenas 0,388 Massa da Terra (± 0,012), fazendo dele um dos exoplanetas menos massivos que já foi encontrado. Estimativas iniciais sugeriram que ele 61,6% da densidade terrestre e logo abaixo de metade da gravidade. Comparado a Marte, ele tem quase três vezes a sua massa mas parece ser significantemente menos denso, o que indica a presença de uma atmosfera;modelos de baixa densidade de TRAPPIST-1d indicam uma composição principalmente rochosa, mas com cerca de ≤5% da sua massa em uma camada volátil. A camada volátil de TRAPPIST-1d pode consistir uma atmosfera, oceano, e/ou camadas de gelo. No entanto, estimativas mais refinadas mostram que o planeta é mais denso, perto de 79,2% da densidade terrestre de (4,35 g/cm3). TRAPPIST-1d tem uma temperatura de equilíbrio de 282,1 K (9,0 °C), assumindo um albedo de 0. Considerando um albedo de 0,3, como o da Terra, a temperatura de equilíbrio do planeta seria em torno de 258 K (−15 °C), bastante próxima a da Terra de 255 K (−18 °C).

## Órbita
TRAPPIST-1d é um planeta de órbita próxima, tendo um tempo de órbita completa de apenas 4,05 dias (cerca de 97 horas). Ele orbita a uma distância de apenas 0,02228 ua da sua estrela, ou apenas 2,2% da distância entre a Terra e o Sol. Como comparação, Mercúrio, o planeta mais interno do Sistema Solar, leva 88 dias para orbitar a uma distância de 0,38 ua. O tamanho de TRAPPIST-1 e a órbita próxima de TRAPPIST-1d em torno de sua estrela significa que a magnitude aparente dela é de 5,5 vezes o tamanho do Sol quando visto da Terra. Enquanto um planeta a distância de TRAPPIST-1d do Sol seria um planeta queimado, a baixa luminosidade de TRAPPIST-1 significa que o planeta recebe apenas 1,043 vezes a luz solar que a Terra recebe, colocando-o no interior da zona habitável conservadora.

## Estrela anfitriã
O planeta orbita uma (tipo-M) estrela anã ultrafria chamada TRAPPIST-1. A estrela tem uma massa de 0,089 M☉ (perto do limiar entre anã marrons e estrelas de fusão de hidrogênio) e um raio de 0,121 R☉. Ela tem uma temperatura de 2 516 K (2 200 °C), e tem entre 3 e 8 bilhões de anos. Em comparação, o Sol tem 4,6 bilhões de anos e tem uma temperatura de 5 778 K (5 500 °C). A estrela é rica em metais, com uma metalicidade (Fe/H) de 0,04, ou 109% da quantidade solar. Isso é particularmente estranho já que estrelas de massa tão baixa perto do limiar entre anãs marrons e estrelas de fusão de hidrogênio são esperadas a terem consideravelmente menos metais que o Sol. A luminosidade (L☉) de TRAPPIST-1 é de 0,05% da que se refere ao Sol.
Estrelas como TRAPPIST-1 tem a habilidade de viver de 4 a 5 trilhões de anos, 400 a 500 vezes mais que o Sol (o Sol tem cerca de 8 bilhões de anos restantes em sua expectativa de vida, levemente mais que metade do seu tempo de vida). Devido a essa habilidade de viver longos períodos de tempo, é provável que TRAPPIST-1 seja uma das últimas estrelas remanescentes quando o Universo estiver bem mais velho, quando a gás necessário para a formação de estrelas acabar, e será uma das primeiras remanescentes a morrer.
A magnitude aparente da estrela, ou quão luminosa ela é da perspectiva terrestre, é 18,8. Ou seja, ela é muito clara para ser vista a olho nu (o limite é de 6,5).
A estrela não é apenas muito pequena e distante, ela também emite comparativamente pouca luz visível, brilhando principalmente no espectro infravermelho invisível. Até da pequena distância de TRAPPIST-1d, quase 50 vezes mais próximo do que a Terra é do Sol,o planeta recebe menos de 1% da luz visível que a Terra recebe do Sol. Isso provavelmente faria os dias de TRAPPIST-1d serem menos brilhantes que o crepúsculo na Terra. No entanto, isso ainda faria TRAPPIST-1 brilhar no mínimo 3000 vezes mais no céu do que a Lua cheia na noite Terrestre.

## Habitabilidade
Modelos e cientistas estão divididos sobre se suas soluções convergentes dos dados para TRAPPIST-1d sobre a habitabilidade semelhante a da Terra ou um grave efeito estufa.
Em certos aspectos, esse exoplaneta é um dos encontrados mais semelhantes à Terra. Ele não tem uma atmosfera baseada em hélio-hidrogênio ou hidrogênio, que deixa planetas maiores inabitáveis (o planeta não é suficientemente massivo para reter gases leves).
O planeta está localizado na borda interior da zona habitável da sua estrela anfitriã (área na qual é razoável se espera a existência de água líquida na superfície). O planeta pode também ter água atmosférica, além de líquida, até muitas vezes mais que a Terra. No entanto, algumas soluções de modelamento tridimensional tem pouca água sobrevivendo na superfície após a fase inicial e quente da história do planeta. A maioria dos modelos pela Universidade de Washington para TRAPPIST-1d convergem fortmente em um planeta similar a Vênus (efeito estufa descontrolado) com uma atmosfera inabitável.
Já que TRAPPIST-1d tem apenas ~30% da massa da Terra, ele, como Vênus e Marte, talvez não tenha campo magnético, o que permitiria os ventos solares da sua estrela anfitriã de arrancar os componentes mais voláteis de sua atmosfera (incluindo água), deixando-o pobre em hidrogênio. No entanto, devido a sua órbita próxima, TRAPPIST-1d provavelmente está sob efeito de acoplamento de maré e deve ser bastante ativo geologicamente, devido a aperto de maré, como ocorre na lua de Júpiter, Io. Assim, os gases vulcânicos poderiam reabastecer a atmosfera perdida aos ventos solares. TRAPPIST-1d pode resistir o aquecimento de maré se ele tiver um albedo de ≥0,3, de acordo com outras análises. Os mesmos pesquisadores apontam que uma proximidade dessas tende a aumentar a atividade geotérmica e aumentar o aquecimento de maré do fundo dos oceanos. Se o planeta sofreu de efeito estufa descontrolado, a sua atmosfera deve ser mais fina e fria que a de Vênus, devido a sua massa menor e o fato de ele receber apenas cerca de metade da radiação que a Terra recebe (enquanto Vênus recebe quase que o dobro).
A falta de um campo magnético irá resultar na superfície receber mais partículas carregadas e se o planeta sofrer de acoplamento de maré, uma atmosfera densa pode ser o suficiente para transferir calor do lado iluminado ao lado escuro e frio.

## Tectonismo e forças de maré
Tectonismo é basicamente o estudo da movimentação da crosta de um paneta ou lua. Ele explica fenômenos como a formação de montanhas, vulcanismo, terremotos, maremotos entre outros fenômenos geológicos. Mesmo que a Crosta seja um corpo complexo, ainda se trata de dinâmica de corpos e podemos utilizar as famosas Leis de Newton para explicar este movimento em corpos como o do exoplaneta Trappist-1d. Estas forças causadoras do tectonismo, podem ser do interior do próprio planeta como oque acontece na Terra ou causadas por outros corpos mais massivos como estrelas ou ate mesmos outros planetas como acontece na lua de Júpiter Io, estas forças são chamadas de forças de maré.
As forças de maré são como um "puxa e estica" gravitacional que acontece quando um corpo, como um planeta ou uma lua, está perto de outro corpo massivo, como uma estrela ou planeta maior. Esse fenômeno acontece porque a gravidade age com intensidades diferentes em partes diferentes do corpo, dependendo da distância entre eles. A força gravitacional da Lua sobre o Oceano da terra causa oque chamamos de Maré em que os niveis de oceano aumentam quando a Lua está “puxando”.
No quesito do clima do exoplaneta, o tectonsimo pode ter um papel essencial na reulação climática ajudando a estabilizar o clima do planeta ao longo do tempo, isto occore pois o tectonismo tem papel fundamental na liberação de CO₂ para a atmosfera, regulando um efeito estufa no planeta que possibilataria uma temperatura habitável e amigável à proliferação da vida. Além disso, imaginando que Trapisst-1d tenha uma face sempre virada para estrela, o tectonismo pode redistribuir calor do lado diurno para o lado noturno, ajudando a moderar as diferenças extremas de temperatura dos lados.
Desse modo, TRAPPIST-1d pode apresentar um equilíbrio delicado entre aquecimento interno através de forças de maré possibilitando um tectonismo ativo que favoreceria as condições de habitabilidade, regulando o clima e a atsmofera. Sua localização na zona habitável, combinada com processos geológicos dinâmicos, faz dele um candidato promissor para estudos futuros sobre vida extraterrestre e colonização. Porém as incertezas das medidas orbitais e de composição interna do planeta destacam a necessidade de observações adicionais para confirmar o grau de tectonismo ativo e sua influência na evolução do planeta.

## Campo magnético

#### Campo magnético do Trappist-1d
Infelizmente a literatura existente sobre o TRAPPIST-1d aponta para um cenário de ausência de campo magnético ou um campo magnético muito fraco devido à sua composição interna, ou seja, muito provavelmente há a ausência de um dínamo ativo. Além disso, a ausência de campo magnético implica em uma atmosfera rarefeita ou mínima, logo, há baixa proteção contra ventos solares e também contra a radiação advinda da estrela anã vermelha Trappist-1.
Como o sistema planetário TRAPPIST-1 não é um sistema possível de ser visitado, logo, o que se tem são simulações, fato este dificulta análises físicas da possível existência de um campo magnético ou de que em algum momento histórico este possa ter existido. Dessa forma, métodos como análise de ondas eletromagnéticas, paleomagnetismo e visualização de aurora boreal, nesse caso, não são viáveis.

#### Possíveis métodos de proteção contra a radiação estelar
A proteção de exoplanetas contra radiação estelar é um campo de pesquisa que explora tecnologias e estratégias para tornar esses corpos celestes habitáveis. Uma das propostas mais discutidas é a criação de escudos magnéticos artificiais, posicionados em satélites no ponto de Lagrange L1 – o mais próximo de TRAPPSIT-1d que conhecemos –, capazes de gerar campos magnéticos para desviar as partículas carregadas. Outra abordagem envolve a modificação do núcleo planetário, utilizando métodos como aquecimento artificial ou injeção de materiais radioativos para estimular a formação de campos magnéticos naturais.
Adicionalmente, a criação de atmosferas densas é considerada uma alternativa viável, onde gases adicionais poderiam proteger a superfície contra radiação. Em casos mais extremos, e se o exoplaneta tiver uma superfície monótona, habitats subterrâneos ou cúpulas com materiais blindados surgem como soluções para garantir segurança em ambientes hostis.
Outras propostas incluem o aproveitamento de campos magnéticos estelares, onde a interação com a magnetosfera da estrela pode proporcionar alguma proteção natural. Por fim, a terraformação e tecnologias avançadas de engenharia planetária são sugeridas como soluções de longo prazo, com potencial para transformar as condições de exoplanetas, tornando-os adequados para a vida humana. Essas estratégias ainda enfrentam desafios tecnológicos, energéticos e éticos, mas representam avanços potenciais na exploração espacial.

## Descoberta
Uma equipe de astrônomos liderados por Michaël Gillon do Institut d’Astrophysique et Géophysique at the Universidade de Lieja na Bélgica usou o telescópio TRAPPIST (Transiting Planets and Planetesimals Small Telescope) no observatório de La Silla no deserto de Atacama, no Chile, para observar TRAPPIST-1 e procurar por planetas que a orbitam. Utilizando fotometria de trânsito, detectaram três planetas com tamanho comparável a Terra orbitando a anã; os dois mais internos sofriam de acoplamento de maré enquanto o mais exterior parece estar justo na zona habitável ou logo do lado de fora. A equipe fez suas observações de Setembro de 2015 até Dezembro de 2015, e publicou os seus achados em Maio de 2016 na revista científica Nature.
A alegação original e o tamanho presumido do planeta foi revisado quando o sistema completo de sete planetas foi revelado em 2017:
”Nós já sabíamos que TRAPPIST-1, uma pequena e fraca estrela de cerca de 40 anos-luz de distância era especial. Em Maio 2016, uma equipe liderada por Michaël Gillon da Universidade de Lieja, na Bélgica, anunciou que ela era orbitada por três planetas, provavelmente rochosos: TRAPPIST-1b, c e d...
”À medida que a equipe assistiu sombra após sombra cruzar a estrela, os três planetas não pareciam o suficiente para explicar o padrão. “Em um momento nós não conseguíamos entender todos esses trânsitos,” disse Gillon.
”Agora, depois de usar o telescópio espacial Spitzer para observar o sistema por quase três semanas seguidas, Gillon e sua equipe solucionaram o problema: TRAPPIST-1 tem quatro planetas a mais.
”Os planetas mais próximos da estrela, TRAPPIST-1b e c, não foram modificados, mas existe um terceiro planeta, que recebeu o nome d, e o que parecia ser d antes acabou sendo vislumbres de e, f e g. Existe um planeta h, também, vagando para longe e que foi avistado apenas uma vez.”